# Оберн Хилс (Мичиген)
Оберн Хилс (Мичиген) (енгл. Auburn Hills) град је у америчкој савезној држави Мичиген. По попису становништва из 2010. у њему је живело 21.412 становника.

## Демографија
Према попису становништва из 2010. у граду је живело 21.412 становника, што је 1.575 (7,9%) становника више него 2000. године.
| Група             | 2000.          | 2010.          |
| Белци             | 14.579 (73,5%) | 13.279 (62,0%) |
| Афроамериканци    | 2.623 (13,2%)  | 3.959 (18,5%)  |
| Азијати           | 1.255 (6,3%)   | 1.896 (8,9%)   |
| Хиспаноамериканци | 892 (4,5%)     | 1.676 (7,8%)   |
| Укупно            | 19.837         | 21.412         |